# Lauryn Ajufo
Lauryn Ajufo (* 15. August 2000 in Southwark) ist eine britische Schauspielerin.

## Leben und Karriere
Ajufo wurde am 15. August 2000 in Southwark geboren. Sie besuchte die BRIT School Nach ihrem Abschluss studierte sie an der Theatre Royal Stratford East.
Ihr Debüt gab sie 2019 in dem Kurzfilm Boiling Point. Anschließend war sie 2020 in dem Film Villain zu sehen. Danach trat sie im selben Jahr in einer Episode in Holby City auf. Danach wiederholte sie ihre Rolle in Yes, Chef!.
Außerdem bekam Ajufo 2022 in der Netflixserie The Last Bus eine Hauptrolle. Ihre nächste Hauptrolle bekam sie in Tell Me Everything. 2023 setzte sie ihre Karriere in dem Film Luther: The Fallen Sun fort.

## Filmografie
Filme
- 2019: Boiling Point
- 2020: Villain
- 2021: Yes, Chef! (Boiling Point)
- 2023: Luther: The Fallen Sun
- 2023: Accused

Serien
- 2020: Holby City
- 2022: The Last Bus
- 2022: Tell Me Everything
- 2023: Everything Now

## Auszeichnungen

### Nominiert
- 2021: British Independent Film Award in der Kategorie „Breakthrough Performance“[6]